# اچ‌ام‌اس آسترایا (۱۸۹۳)
اچ‌ام‌اس آسترایا (۱۸۹۳) (به انگلیسی: HMS Astraea (1893)) یک کشتی بود که طول آن ۳۲۰ فوت (۹۸ متر) بود. این کشتی در سال ۱۸۹۳ ساخته شد.